# Перший Московський державний медичний університет імені І. М. Сєченова
Перший Московський державний медичний університет імені І. М. Сеченова, Московська медична академія (рос. Первый Московский государственный медицинский университет имени И. М. Сеченова, Московская медицинская академия) — найбільший та найстаріший медичний виш Росії, що веде відлік своєї історії з 1758 року. Носить ім'я російського фізіолога І. М. Сеченова від 1955 року. Очолює навчально-методичне об'єднання медичних і фармацевтичних вишів Росії.
Повне найменування: Федеральна державна автономна освітня установа вищої освіти Перший Московський державний медичний університет імені І. М. Сєченова Міністерства охорони здоров'я Російської Федерації.
Скорочена назва: ФДАОУ ВО Перший МДМУ ім. І. М. Сєченова МОЗ РФ (Сечєновський університет).
Стара назва: Медичний факультет Московського імператорського університету (нині МДУ), Перший Московський Ордена Леніна медичний інститут (1-й МОЛМІ), Московська медична академія ім. І. М. Сєченова.
рос. Федеральное государственное автономное образовательное учреждение высшего образования Первый Московский государственный медицинский университет имени И. М. Сеченова Министерства здравоохранения Российской Федерации (Сеченовский университет). Сокращённое наименование: ФГАОУ ВО Первый МГМУ им. И. М. Сеченова Минздрава России (Сеченовский университет). Старое название: Медицинский факультет Московского императорского университета (ныне МГУ), Первый Московский Ордена Ленина медицинский институт (1-й МОЛМИ), Московская медицинская академия им. И. М. Сеченова

## Історія
Родоначальником університету був медичний факультет Імператорського Московського університету, відкритий в 1755 році за пропозицією М. В. Ломоносова й графа І. І. Шувалова в період правління імператриці Єлизавети Петрівни. Заняття на медичному факультеті почалися 13 листопада 1758 року. Першим професором цього навчального закладу був Керштенс Йоганн Християн з Лейпцизького університету.
Статут університету 1804 р. передбачав наявність шести самостійних кафедр і трьох інститутів: Клінічного, повивального й хірургічного.
Демократичні реформи 1860-х років сприяли розвитку науки, освіти й охорони здоров'я. У вересні 1884 року Московська міська дума передала університетові у власність міські землі, що пустували на Дівочому Полі площею понад 40 тисяч кв. сажнів. Будівництво клінік на приватні пожертвування стимулювало рішення проблем клінічної бази Московського університету на державному рівні. За 5-7 років медичний факультет отримав 12 будівель клінік, амбулаторію та 8 наукових інститутів. Все це дозволило Московському університету на основі єдиної клінічної бази готувати різнопрофільних спеціалістів у галузі медицини, розробивши унікальні освітні методики.
У роки Першої світової війни почалися прискорені випуски лікарів (студенти-медики відправлялися на фронт eв званні зауряд-лікарів); відкривалися курси по догляду за пораненими; була значно прискорена і посилена підготовка студентів з військово-польової хірургії, санітарії, травматології.
Клінічні школи, що сформувалися в московському університеті до 1917 року, стали основою перших великих клінічних шкіл радянського періоду, забезпечивши найважливішу функцію спадкоємності наукового знання.
У 1917—1930 рр. медичний факультет перебував у складі МГУ.
У 1930 р. був виділений з нього і перетворений в 1-й Московський медичний інститут. У роки Другої світової війни 1-ї МОЛМІ дав країні 2632 лікаря. За видатні заслуги у розвитку медичної науки та підготовки кваліфікованих медичних кадрів в 1940 р. інститут був нагороджений орденом Леніна й став називатися 1-м Московським Ордена Леніна медичним інститутом (1-й МОЛМІ).
У 1955 р. 1-му МОЛМІ присвоєно ім'я І. М. Сєченова.
У 1965 р. цей Інститут був нагороджений орденом Трудового Червоного Прапора
У 1990 р. 1-й Московський медичний інститут імені І. М. Сєченова був перетворений в Московську медичну академію (ММА).
У липні 2010 р. Московська медична академія була перетворена на Перший Московський державний медичний університет (рос. Государственное бюджетное образовательное учреждение высшего профессионального образования Первый Московский государственный медицинский университет имени И. М. Сеченова Министерства Здравоохранения Российской Федерации).
У червні 2011 р. за рішенням вченої ради Першого МДМУ імені І. М. Сєченова був створений Центр інноваційних освітніх програм «Медицина майбутнього», куди можуть вступити кращі студенти, які закінчили три курси і мають академічну успішність не менше 4,5 балів (за п'ятибальною системою оцінкою навчання). Навчання в центрі проводиться на базі кластера «Біомед» в Сколково (інноваційний центр), провідних клініках Москви, на базах закордонних партнерів університету.
Університет Івана Сеченова має 139 будівель, площею 360 m² [уточнити].

## Структура
В університеті навчаються майже 9000 студентів з Росії і закордонних країн. Вони отримують підготовку за заочною, вечірньою та очною формами навчання, в тому числі з елементами дистанційної освіти.
- Терапевтичний факультет,
- Факультет стоматології,
- Факультет фармацевтики,
- Факультет фармакології,
- Факультет профілактичної медицини,
- Факультет педіатрії,
- Факультет психології та соціальної праці[5],
- Факультет медсестер,
- Факультет менеджменту та економіки медицини[6].

## Склад
- Науковий центр з 61 лабораторією,
- п'ять науково-дослідних інститути:
  - НДІ молекулярної медицини,
  - НДІ фтизіопульмонології,
  - НДІ фармації,
  - НДІ громадського здоров'я та управління охороною здоров'я,
- Інститут медичної паразитології і тропічної медицини імені Є. І. Марциновского;
- поліклініка,
- Центральна наукова медична бібліотека,
- музей історії медицини[3].

## Іноземні почесні професори
- Стівен Векснер (США),
- Джеймс Барі Маршал (Австралія),
- Ян Баофен (Китай),
- Мехрібан Алієва (Азербайджан),
- Аврам Хершко (Ізраїль),
- Харальд цур Хаузен (Німеччина),
- Вівіан Натон (Велика Британія)[7].

## Видатні випускники
- Акчурин Ренат Сулейманович,
- Атьков Олег Юрійович,
- Бокерія Лео Антонович,
- Гукович Валерія Олександрівна
- Кончаловський Максим Петрович,
- Корсаков Сергій Сергійович,
- М'ясніков Олександр Леонідович,
- Пирогов Микола Іванович,
- Покровський Валентин Іванович,
- Сєченов Іван Михайлович,
- Скліфосовський Микола Васильович,
- Чехов Антон Павлович[7].